# الشرق الأوسط الكبير
الشرق الأوسط الكبير، هو مصطلح سياسي تم طرحه في مارس 2004 في بحث نشرته مؤسسة كارنيجي للسلام الدولي كجزء من الأعمال التحضيرية التي تقوم بها الإدارة الأمريكية لقمة مجموعة الثماني في يونيو 2004. وتشير المنطقة إلى منطقة محددة بشكل غامض تسمى منطقة الشرق الأوسط الكبير، وتضم كامل البلدان العربية إضافة إلى تركيا، تركستان الشرقية، إيران، أفغانستان وباكستان مع توقع ضم دول أخرى ذات أغلبية مسلمة مثل إندونيسيا وبنغلاديش ودول آسيا الوسطى مثل أوزبكستان وكازاخستان وقيرغيزستان وتركمانستان وطاجيكستان. قدمت الورقة مقترحا لتغيير جذري في طريقة تعامل الغرب مع منطقة الشرق الأوسط وشمال أفريقيا.

## تعريف
وقد عرّف آدم جارفينكل من معهد أبحاث السياسة الخارجية الشرق الأوسط الكبير بأنه منطقة الشرق الأوسط وشمال أفريقيا إلى جانب القوقاز وآسيا الوسطى. وقد أطلقت مصادر أخرى على هذه المنطقة من العالم اسم "هلال الشرق الأوسط" (الذي يشمل الشرق الأوسط وشمال أفريقيا وجمهوريات القوقاز وآسيا الوسطى التابعة للاتحاد السوفييتي السابق)، نظرًا لأن هذه المنطقة تشبه الهلال تمتد في وسط أوروبا وأفريقيا وآسيا.
يُشار أحيانًا إلى مستقبل الشرق الأوسط الكبير باسم "الشرق الأوسط الجديد"، وذلك على لسان وزيرة الخارجية الأمريكية كوندوليزا رايس، التي عرضت رؤية إدارة بوش لمستقبل المنطقة في الفترة الثانية في يونيو/حزيران 2006 في دبي. وقالت رايس إن ذلك سيتم من خلال "الفوضى الخلاقة"، وهي العبارة التي كررتها بعد بضعة أسابيع خلال مؤتمر صحفي مشترك مع رئيس الوزراء الإسرائيلي إيهود أولمرت عندما اندلعت حرب لبنان عام 2006. وقد نوقش معنى هذه العبارة ورؤية إدارة بوش كثيرًا منذ ذلك الحين. تسمى أحيانًا الجهود المبذولة لتحقيق هذا الشرق الأوسط الجديد "مشروع الشرق الأوسط الكبير".
صرح مستشار الأمن القومي الأمريكي السابق زبيغنيو بريجنسكي بأن "صحوة سياسية" تحدث في هذه المنطقة، والتي قد تكون مؤشرا على عالم متعدد الأقطاب يتطور الآن. لقد ألمح إلى الشرق الأوسط الكبير باسم "البلقان العالمية"، وكأداة سيطرة على منطقة يشير إليها باسم أوراسيا. وفقًا لكتاب أندرو باسيفيتش "حرب أمريكا من أجل الشرق الأوسط الكبير" (2016)، فإن هذه المنطقة هي مسرح لسلسلة من الصراعات يعود تاريخها إلى عام 1980، والتي بشرت ببدء الحرب العراقية الإيرانية. ومنذ ذلك الحين، شاركت الولايات المتحدة في موازنة الصراعات بين هذه الدول المترابطة ثقافيا من أجل تعزيز مصالحها في المنطقة.

## وصلات خارجية
- سي إن إن العربية، نص مشروع الشرق الأوسط الكبير